# 1917 en France
Chronologie de la France
- 1913
- 1914
- 1915
- 1916
- 1917
- 1918
- 1919
- 1920
- 1921

Cette page concerne l'année 1917 du calendrier grégorien.

## Événements

### Janvier

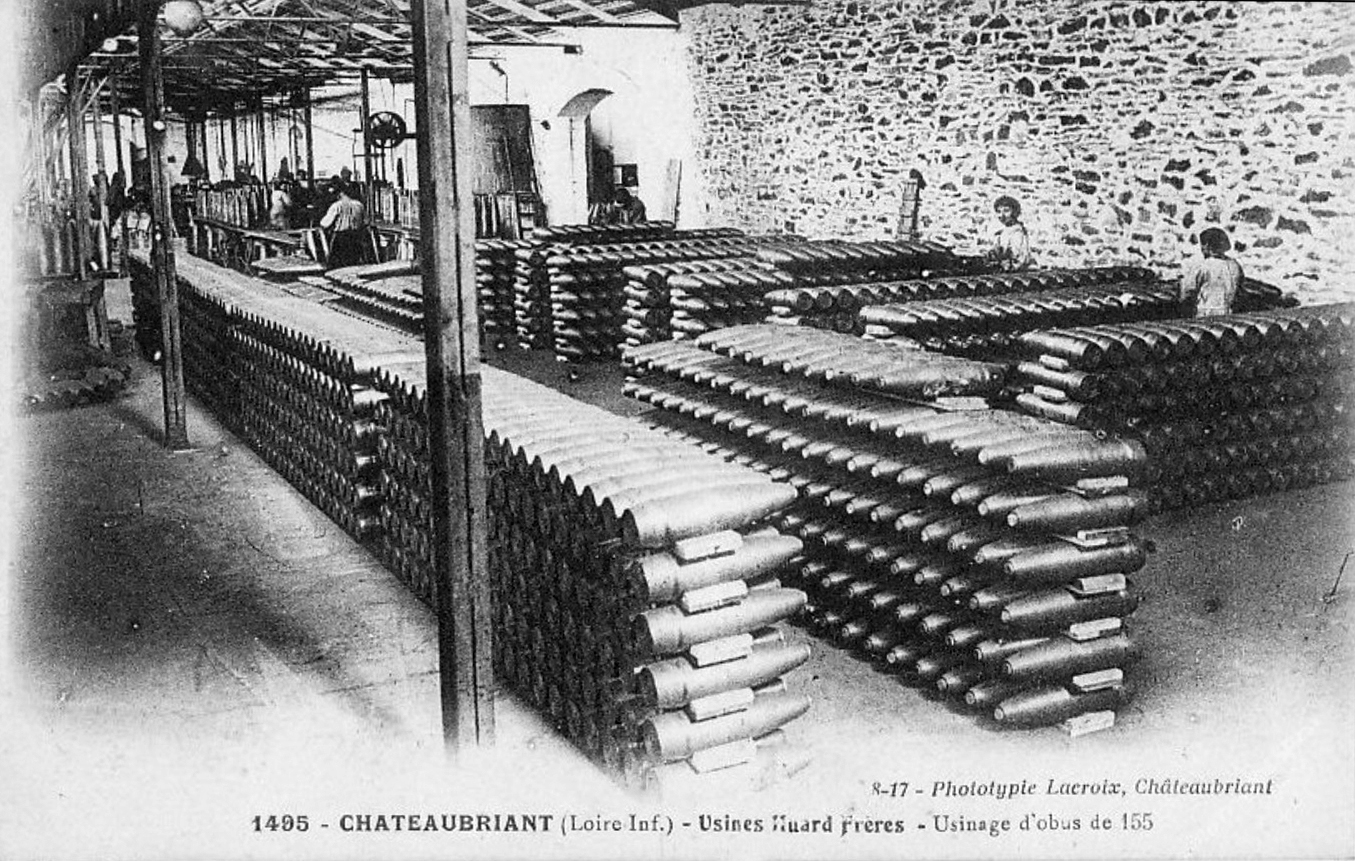
Usines Huard Frères - Usinage d'obus de 155.

- 4-12 janvier : grève de 3 487 ouvriers des usines de fabrication de munitions Panhard-Levassor, avenue d'Ivry, à Paris[1].
- 7-17 janvier : 300 ouvrières des usines de munitions Malicet et Blin (les « munitionnettes ») se mettent en grève à Aubervilliers pour obtenir une augmentation de salaire[1] ; elles ne gagnent que 65 centimes de l'heure quand les hommes dont elles ont occupé les emplois touchaient pour le même travail 1 franc 30[2].
- 8-19 janvier : grève aux usines de construction électrique Vedovelli-Priestley à Ivry[1]. 350 ouvriers, dont 300 femmes, réclament des primes et de meilleurs salaires[3].
- 10 janvier : en réponse à une note du président américain Wilson, la Triple-Entente (France, Grande-Bretagne, Russie) fait connaître ses buts de guerre : évacuation des territoires occupés, retour de l'Alsace-Lorraine à la France, réparation des dommages subis, affranchissement des nationalités sous domination turque, émancipation des Tchèques, Slovaques, Roumains et Yougoslaves[4].
- 16 janvier : sous l'action du ministre socialiste Albert Thomas, l’État institue un salaire minimum fixé par décision ministérielle dans les usines de guerre[5].
- 17 janvier : décret Albert Thomas qui prévoit un arbitrage obligatoire dans les conflits du travail pour les entreprises dépendant des marchés de l'État[6].
- 25-27 janvier : quatrième comité secret de la Chambre des députés sur les affaires d'Orient, en Macédoine et en Grèce[7].

### Février
- 10 février : drame de Roca Gelera ; une avalanche tue 12 personnes dans les mines de la Pinosa sur le massif du Canigou[8].
- 15 février : loi relative à la surveillance des opérations de réassurances souscrites ou exécutées en France ; elle oblige à assurer les risques français en France et établit un contrôle partiel de la réassurance, notamment pour l'empêcher de transmettre aux nations ennemies des renseignements sur les installations industrielles et portuaires[9].
- 17 février : arrêté de création d'un Comité d'études par Charles Benoist afin de réfléchir aux buts de guerre territoriaux de la France et de ses alliés européens[10]. La première séance de travail du Comité se tient à la Sorbonne le 28 février.

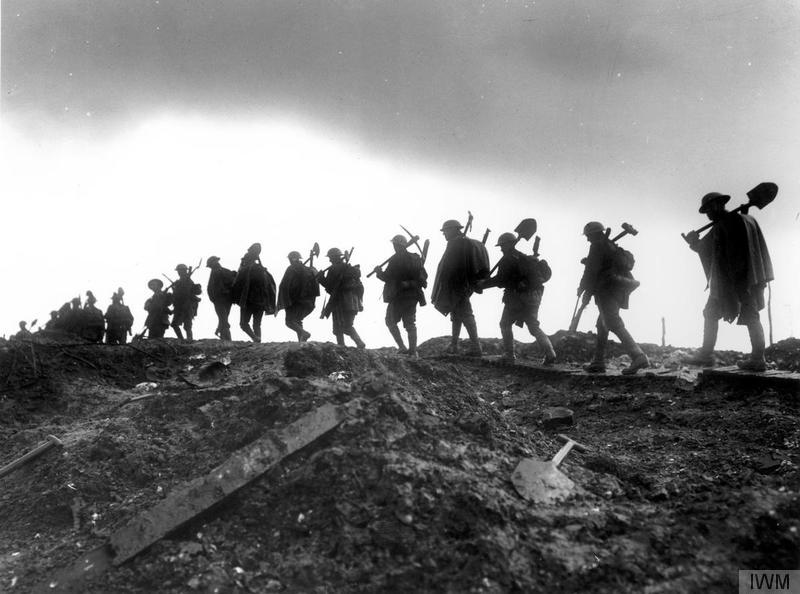
Troupes britanniques lors des opérations de l'Ancre, en janvier 1917.

- 24 février : victoire alliée sur l’Ancre (Somme) ; les Allemands battent en retraite sur la Ligne Hindenburg devant les Britanniques[11] (opération « Alberich ») entre le 15 et le 19 mars[12].

### Mars
- 13 mars : loi sur l'organisation du crédit aux petites et moyennes entreprises du commerce et de l'industrie ; Elle permet la constitution des banques populaires[9].
- 14 mars : cinquième comité secret de la Chambre des députés relatif à l'aviation militaire, marqué par la démission du ministre de la guerre Lyautey[7].
- 17 mars : à la suite du départ de Lyautey, le gouvernement Aristide Briand démissionne[13].
- 20 mars-7 septembre : Alexandre Ribot président du Conseil[14]. Son gouvernement Ribot obtient le 21 mars la confiance à l'unanimité (440 voix) moins 59 abstentions[4].
- 24 mars : passage à l'heure d'été pour réaliser des économies d'éclairage[15].

### Avril
- 4 avril - 12 avril : Bataille de Sapigneul
- 6 avril : le Congrès américain vote l’entrée en guerre des États-Unis aux côtés des Alliés. Les premières troupes américaines arrivent à Saint-Nazaire le 26 juin[16]. Elles sont envoyés sur le front de l’ouest le 21 octobre[17].
- 7 avril : loi instituant des indemnités pour cherté de vie et des majorations par enfant au profit de certains fonctionnaires avec effet rétroactif au 1er janvier 1917 (décret du 3 mai 1917)[18]

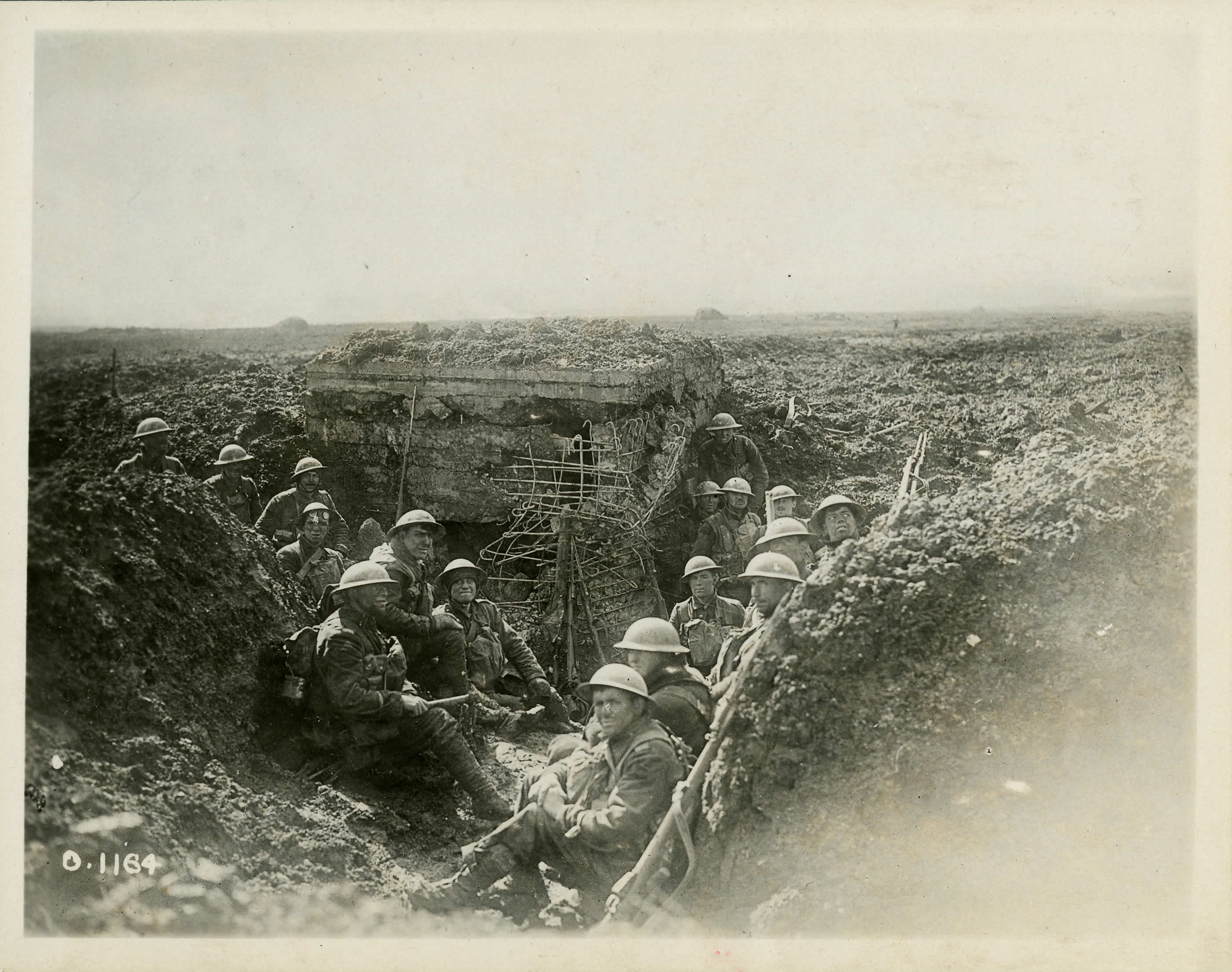
Un emplacement de mitrailleuse sur la crête de Vimy et les hommes qui en ont chassé les Allemands, avril 1917.

- 9 avril : bataille d’Arras ; les Britanniques lancent l’offensive en Artois, entre Arras et Lens[19] (fin le 16 mai). Les Britanniques perdent 160 000 hommes, les Allemands de 120 à 130 000. Le 12 avril, quatre divisions du Corps canadien prennent la crête de Vimy[20].
- 10 avril : première mention dans le carnet du soldat François Court de La Chanson de Craonne ; elle exprime le désarroi des soldats lors des mutineries du printemps 1917[21]. D'auteur inconnu, elle est transcrite par Paul Vaillant-Couturier après la guerre[22].

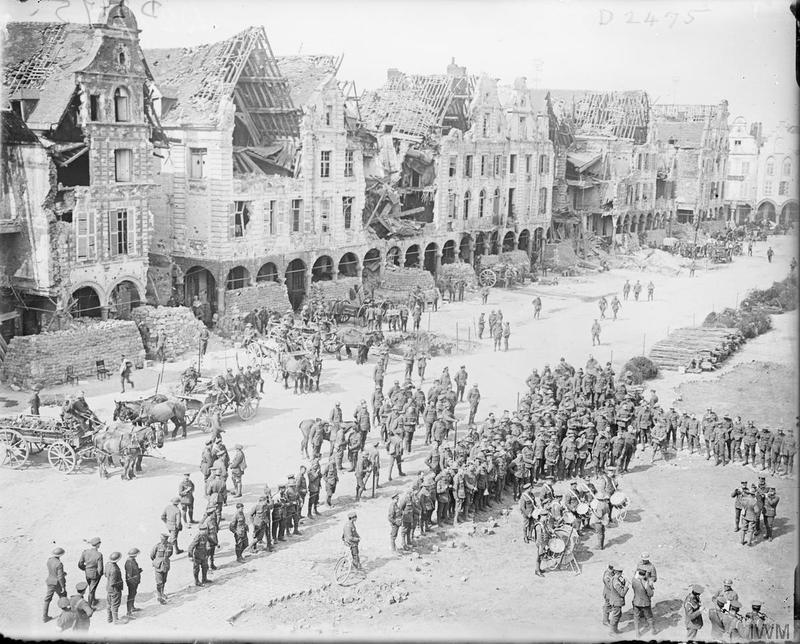
Fanfare militaire britannique jouant sur une place d'Arras, le 30 avril 1917.

- 16 avril : début de l’offensive contre les lignes allemandes lancés par le général Nivelle du Chemin des Dames. Les Ve (Mazel) et VIe (Mangin) armées françaises lancent l’offensive sur l’Aisne. Les Français utilisent les chars d'assaut Schneider pour la première fois[23]. L’offensive qui se révèle très meurtrière — trente mille soldats en dix jours — entraîne des mutineries au sein de l’armée française dès le 17 avril[19].
- 16 avril - 19 avril : La 3e brigade du corps expéditionnaire russe constitué des 5e et 6e régiment sous les ordres du général Vladimir Marouchevski attaque le mont Sapigneul, la côte 108[24] et le mont Spin[25].
- 17 avril - 20 mai : bataille des monts de Champagne[26]. Entrée en action des blindés français, 132 chars d’assaut Schneider et Saint-Chamond sur le front entre Laffaux et le nord de Reims[27].
- 17 avril : premier refus collectif d'obéissance dans l'armée française à Aubérive[4].
- 19 avril : loi rendant obligatoire l'assurance contre les risques maritimes de guerre[28].
- 20 avril : raid du pas de Calais[29].
- 29 avril : mutinerie du 20e régiment d'infanterie engagé sur le Chemin des Dames ; les actes de désobéissance touchent les deux tiers des divisions. Il y aura 3 500 condamnations, 554 peine de mort et de 30 à 50 exécutions[30].

### Mai
- 1er mai : création à l'initiative de Cécile Brunschvicg de l'École technique des surintendantes d'usine sous le patronage des ministres Albert Thomas et Léon Bourgeois[31].

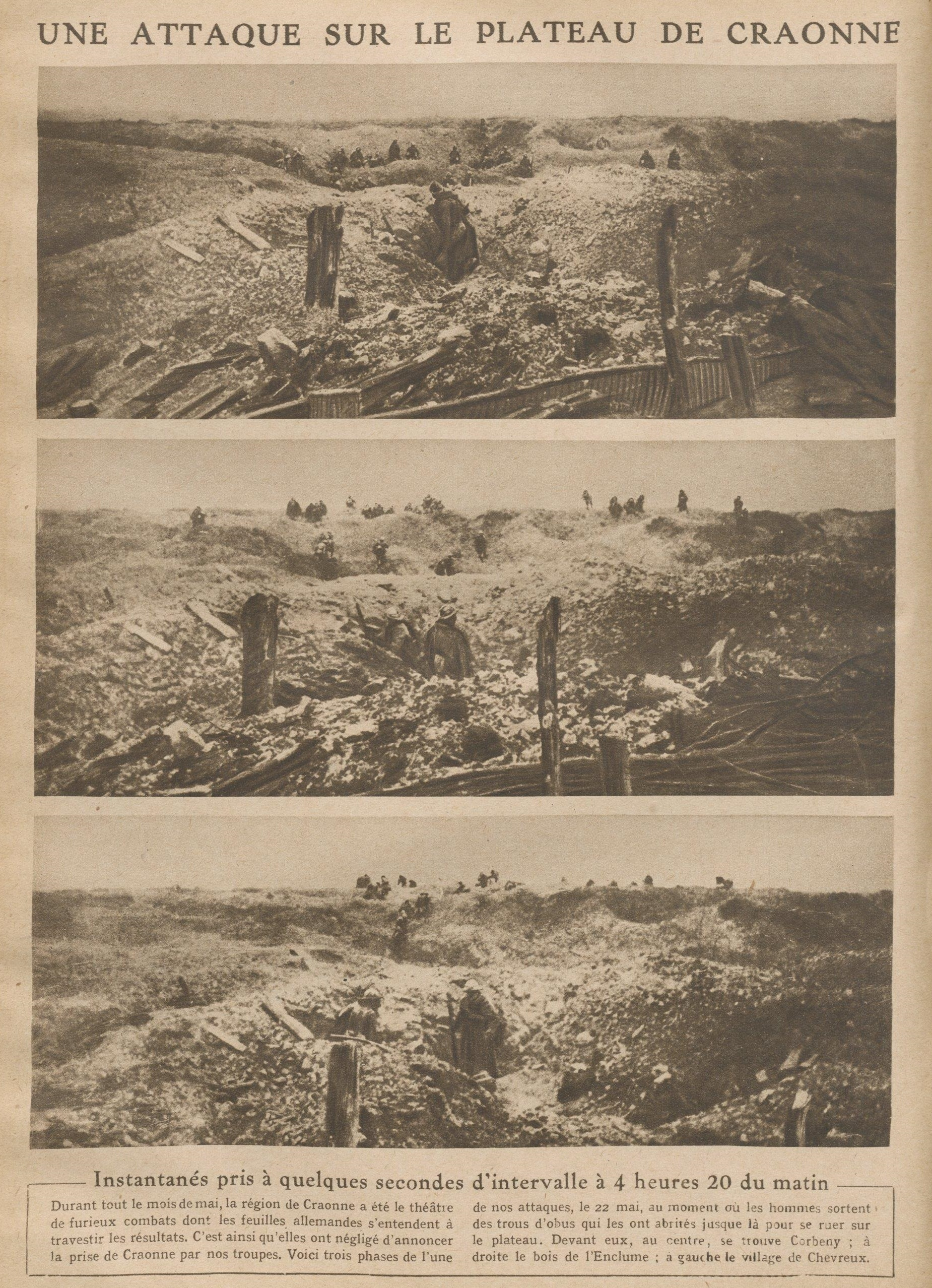
Attaque française à Craonne en mai 1917, dans le secteur du village de Corbeny.

- 4 mai : le village de Craonne est repris par le 18e RI. Des combats intenses se poursuivent pendant trois jours sur le plateau de Californie[32].
- 5 mai : nouvel échec de l’offensive de Nivelle au Chemin des Dames. Elle est abandonnée le 9 mai, après avoir couté la perte de 187 000 soldats français (tués, blessés et disparus) et de 168 000 Allemands environ[33].
- 11-23 mai : grève des « midinettes », ouvrières des maisons de couture à Paris[34] ; elle réclament un contrat collectif de travail et la semaine anglaise. Le 18 mai, elles sont 10 000 sur les boulevards et place Vendôme en chantant « Et l'on s'en fout On veut la s'maine anglaise Et l'on s'en fout On aura nos vingt sous ! »[35]. Début d'un mouvement de grèves qui se généralisent dans la région parisienne jusqu'en juin[36].
- 15 mai : Philippe Pétain remplace Nivelle comme commandant en chef des armées françaises après sa démission. Foch est nommé chef d’état-major[37].
- 19-29 mai : grève des modistes à Paris[34].
- 20 mai-10 juin : paroxysme des mutineries dans l’armée française[12] ; 68 des 112 divisions sont touchées ; 629 soldats sont jugés et condamnés et 50 d’entre eux sont exécutés.
- 25 mai-11 juin : grève de la bijouterie à Paris[34].
- 27 mai : mutinerie du 18e régiment d'infanterie à Villers-sur-Fère ; les soldats refusent de retourner au chemin des Dames ; 130 d'entre eux sont arrêtés le lendemain par les gendarmes. Douze hommes sont déférés devant le conseil de guerre le 7 juin, qui prononce cinq condamnations à mort. L'un d'eux est gracié le 11 juin, trois sont fusillés le 12 juin, et le caporal Vincent Moulia parvient à s'évader dans la nuit du 11 au 12 juin [32]
- 29 mai : loi sur la semaine anglaise dans les industries du vêtement[34].
- 30 mai : environ 55 000 grévistes à Paris au plus fort du mouvement[34].

### Juin
- 1er-4 juin : sixième comité secret de la Chambre des députés sur la révolution russe et le congrès international socialiste de Stockholm[7].
- 2 juin : instruction de Pétain, concernant « les permissions, les repos à assurer aux troupes et l'alimentation »[4].
- 4 juin : la Chambre vote la confiance au gouvernement pour la poursuite de la guerre jusqu’à la restitution de l’Alsace-Lorraine[38].
- 9-14 juin : victoire britanniques à la bataille de Messines entre la Lys et l'Yser[4].

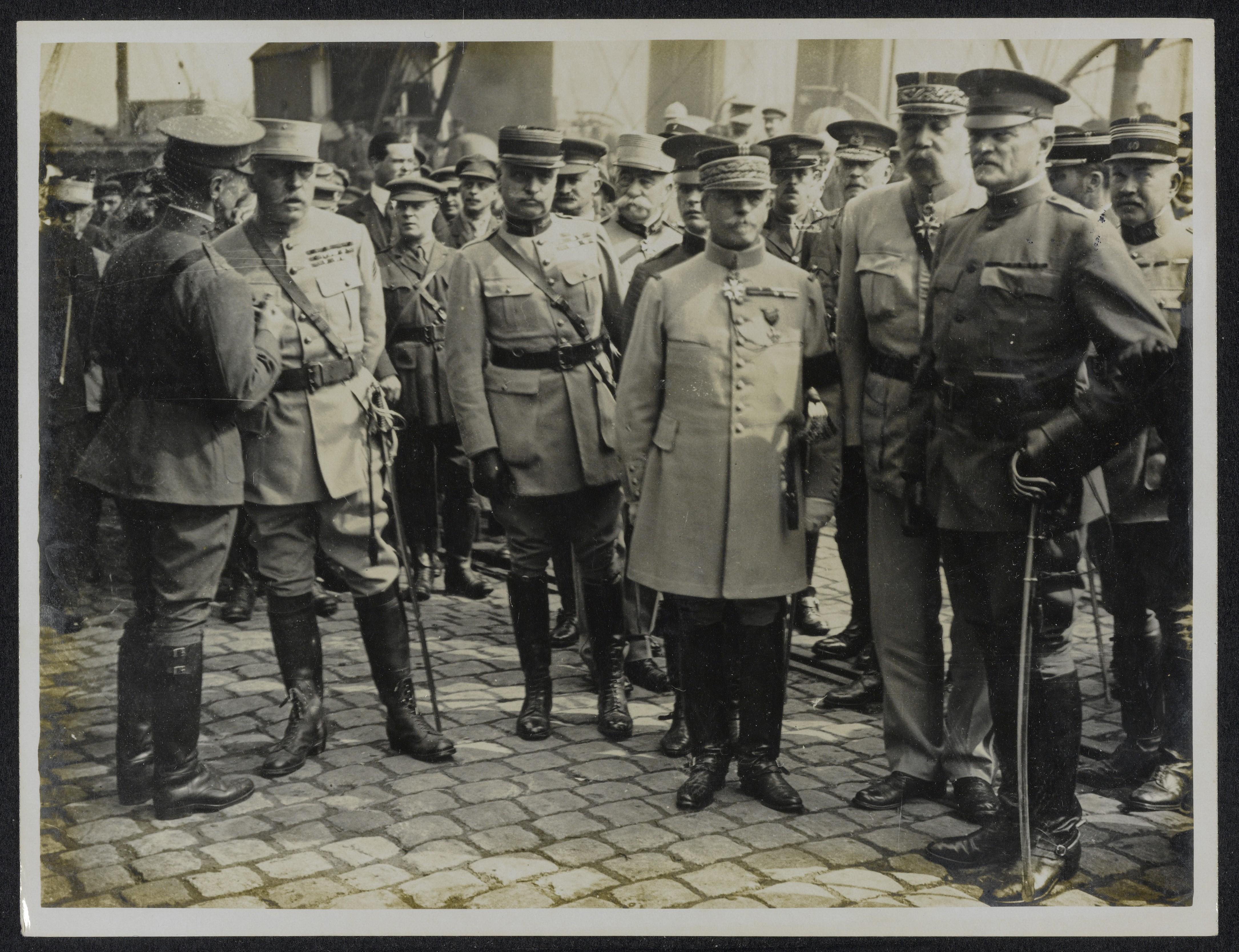
Le général John Pershing sur les quais de Boulogne.

- 13 juin : le général John Pershing, commandant en chef du corps expéditionnaire américain, débarque à Boulogne-sur-Mer[12].

- 26 juin :

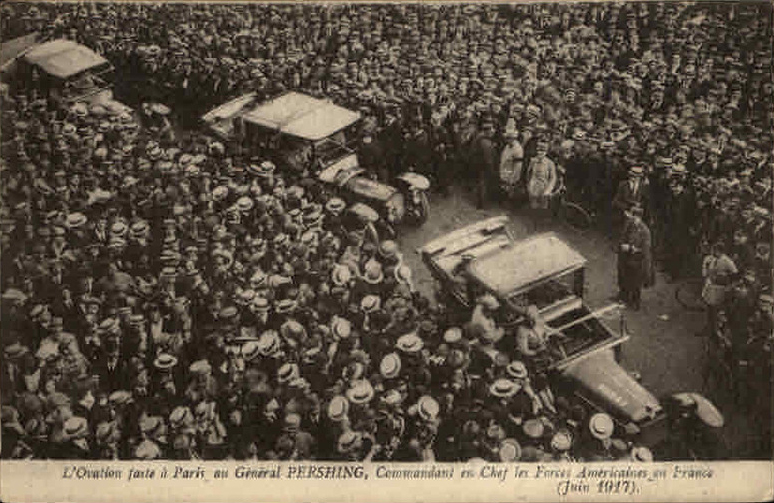
Accueil du général Pershing à Paris en juin 1917.

  - débarquement à Saint-Nazaire des premières troupes américaines[39]
  - arrivée des premiers éléments du corps expéditionnaire russe à La Courtine, dans la Creuse. Début juillet, les soldats russes réclament leur retour en Russie et se mutinent[40].
- 29 juin-7 juillet : le septième comité secret de la Chambre des députés met en cause les responsabilités des offensives de mars et avril 1917, en Champagne et dans l'Aisne[7].

### Juillet
- 6 juillet :
  - le colonel Charles E. Stanton prononce un célèbre discours sur la tombe de La Fayette au cimetière de Picpus (« La Fayette nous voilà »)[41].
  - création par le ministre des Finances d'une Commission des changes chargée « d'étudier tous les moyens propres à sauvegarder la valeur d'échange de la monnaie nationale contre les devises étrangères »[42].
- 7 juillet : « quand arrêtez-vous la canaille du Bonnet rouge ? ». Maurice Barrès interpelle à la Chambre des députés le ministre de l'intérieur Louis Malvy dont le chef de cabinet Leymarie a permis à Émile-Joseph Duval, gérant du journal Le Bonnet rouge de rapporter de Suisse des fonds d'origine allemande[4].
- 22 juillet : Clemenceau met en cause Malvy dans l'affaire du Bonnet rouge en séance publique au Sénat.
- 24 juillet, 3 août et 5 septembre[43] : circulaires d'Albert Thomas adressées aux contrôleurs de la main d’œuvre relatives à l’élection de délégués ouvriers dans les ateliers des usines de plus de cinquante salariés travaillant pour la défense nationale[6].
- 24-25 juillet : procès de Mata Hari, arrêté le 13 février, condamnée à mort pour espionnage en faveur de l’Allemagne[44].
- 31 juillet : loi qui poursuit la réforme fiscale induite par l'introduction de l'impôt sur le revenu. Ce texte annonce la transformation à compter de 1918 des « Quatre vieilles », les contributions foncières, mobilières, sur les portes et fenêtres et patente en impôts locaux, et détaille les différentes catégories de revenus sur lesquels le nouvel impôt sera assis[9]. Cet impôt général est complété par six impôts cédulaires qui frappent séparément les différents types de revenus[45],[46]. La réforme institut également le principe d’amortissement comptable des investissements. Les entreprises sont autorisées à déduire chaque année du bénéfice une fraction des investissements et donc à réduire en partie leur charge fiscale. Cette mesure va grandement favoriser le développement de l'industrie dans les années 1920.
- 31 juillet-6 novembre : bataille de Passchendaele. Offensive britannique dans les Flandres dirigée par le général Douglas Haig[47].

### Août
- 1er août : loi qui oblige les agents de change et les banques à tenir un répertoire des opérations de change permettant le contrôle de la Banque de France[42].
- 2 août : démission de l'amiral Lacaze, ministre de la Marine, qui refuse une commission d'enquête parlementaire sur la marine de guerre. Le catholique Denys Cochin quitte aussi le gouvernement qu'il accuse d'anticléricalisme[4].
- 4 août : loi majorant le traitement des fonctionnaires (décret du 18 août)[18].
- 5 août : loi Engerand qui rend obligatoires l'installation de chambres d'allaitement et de crèches dans les usines de guerre dans les entreprises qui emploient plus d'une centaine de femmes[48].

- 10 août :

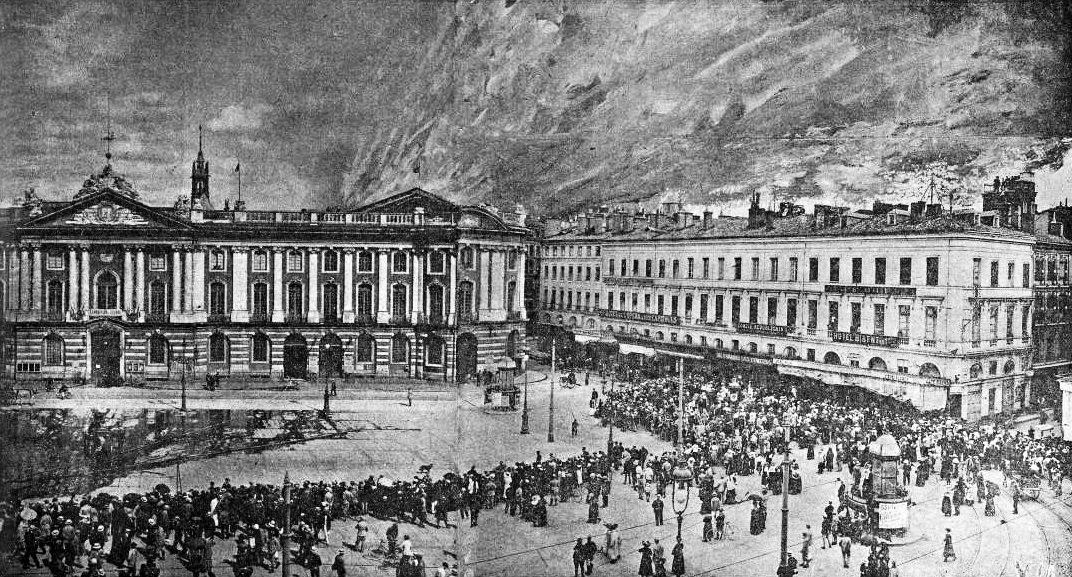
L'incendie du Grand Théâtre du Capitole de Toulouse, le 10 août 1917 à 15 heures.

  - arrêt Baldy, rendu par le Conseil d'État. « La liberté est la règle et la restriction de police l'exception »[49].
  - incendie du théâtre du Capitole de Toulouse[50].
- 15 - 25 août : bataille de la cote 70. Les Canadiens s’emparent d’un observatoire allemand près de Lens, mais ne parviennent pas à prendre la ville[51].
- 16 août : succès de l’offensive franco-britannique dans les Flandres au nord d’Ypres[52].
- 20-24 août : offensive française à Verdun[53].

### Septembre
- 6 septembre : arrêté sur la création de la commission de surveillance des banques coloniales[9].
- 7 septembre : mis en accusation par Clemenceau, Malvy démissionne du ministère de l'intérieur, entraînant dans sa chute le ministère Ribot[4].
- 9-14 septembre : mutinerie des soldats britanniques du camp d'Étaples après le meurtre du caporal William Wood par la police militaire. 54 soldats sont arrêtés et traduits devant une cour martiale. L'un d'entre eux, le caporal Jesse Short est fusillé le 4 octobre à Boulogne-sur-Mer[54].

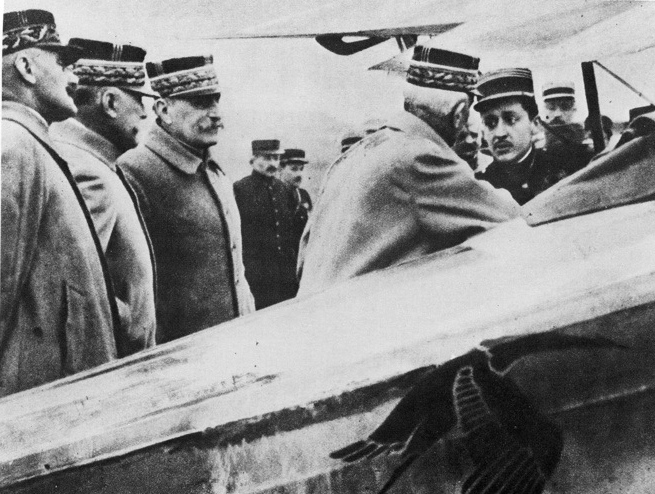
Guynemer et le général Lyautey en 1917

- 11 septembre : dernière mission de Georges Guynemer qui disparait en vol à 22 ans[55].
- 12 septembre-13 novembre : Paul Painlevé président du Conseil[14], sans participation socialiste (ils ne pardonnent pas le refus de Ribot, maintenu aux Affaires étrangères, d'octroyer les passeports nécessaires pour se rendre à la conférence de la paix de Stockholm ; rupture de l'Union sacrée[56].
- 16-19 septembre : après plusieurs sommations, la mutinerie des soldats russes à La Courtine est réprimée dans le sang[40].
- 20 septembre, deuxième bataille des Flandres : les troupes de Haig s’emparent du bois d’Inverness et lancent l’offensive entre Ypres et Menin[57].
- 28 septembre : décret confiant la surveillance des opérations d'assurance et de réassurance auxquelles se livrent les entreprises, à un service de la surveillance des opérations de réassurance et d'assurance directes et à un corps nouveau, celui des commissaires-contrôleurs de la réassurance, distinct des deux autres[9].

### Octobre
- 7 octobre : retour à l'heure normale[15].

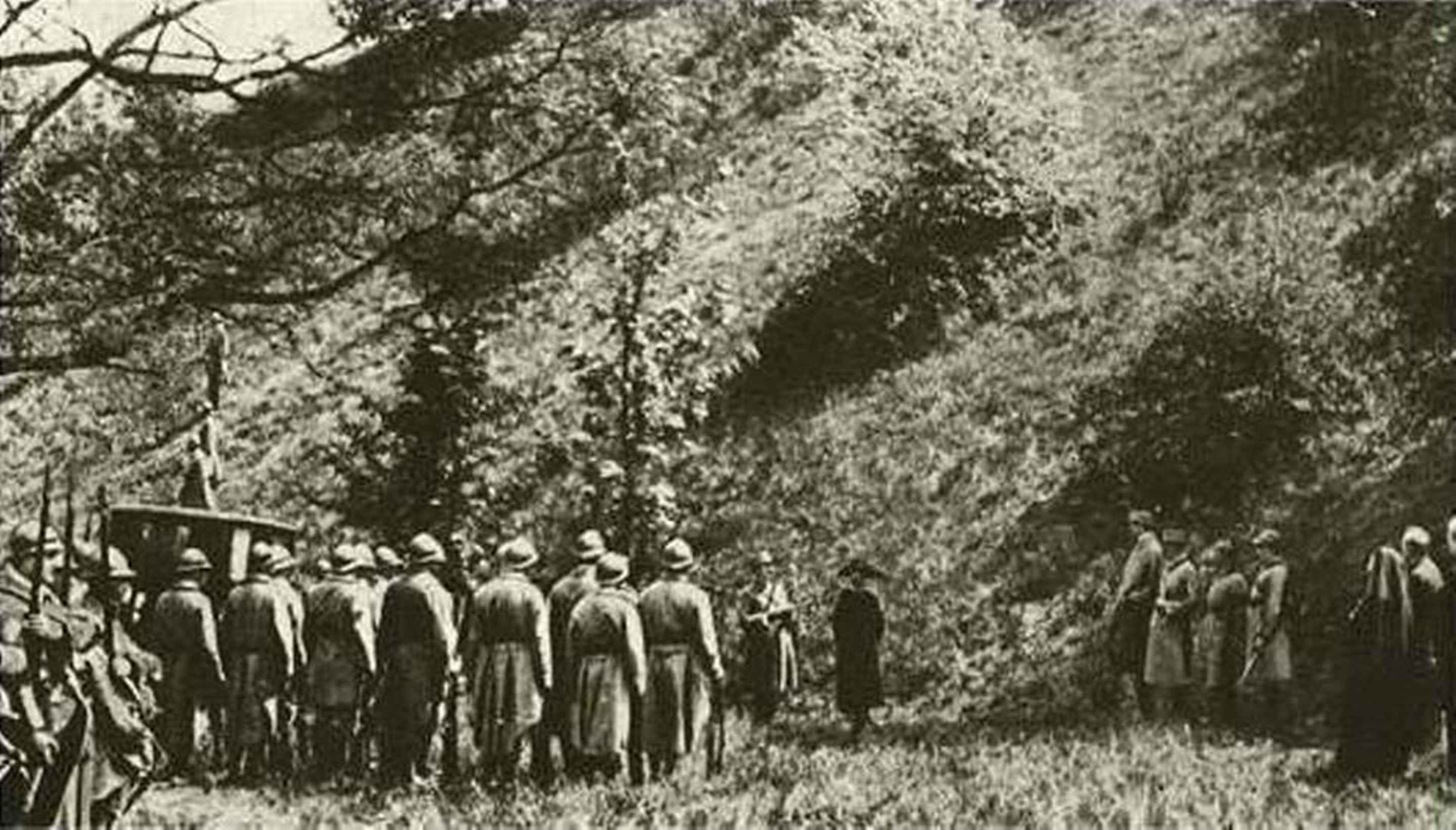
Exécution de Mata Hari.

- 15 octobre : la néerlandaise Mata Hari, condamnée à mort pour espionnage en faveur de l’Allemagne, est fusillée au Fort de Vincennes[44].
- 16 octobre : huitième comité secret de la Chambre des députés consacré à la discussion de l'interpellation Mayéras sur les tentatives de paix faites par l'intermédiaire du diplomate allemand baron de Lancken, et le rôle d'Aristide Briand dans cette affaire, qui a provoqué la chute du cabinet Ribot[7].
- 18 octobre : le Service de la main-d’œuvre étrangère (SMOE), qui dépendait du ministère de l’Armement sous l’autorité d’Albert Thomas, est rattaché au ministère du Travail[58].
- 24 octobre : après plus de 6 mois de combats au Chemin des Dames, les Français repoussent les Allemands à la Malmaison[59].

### Novembre

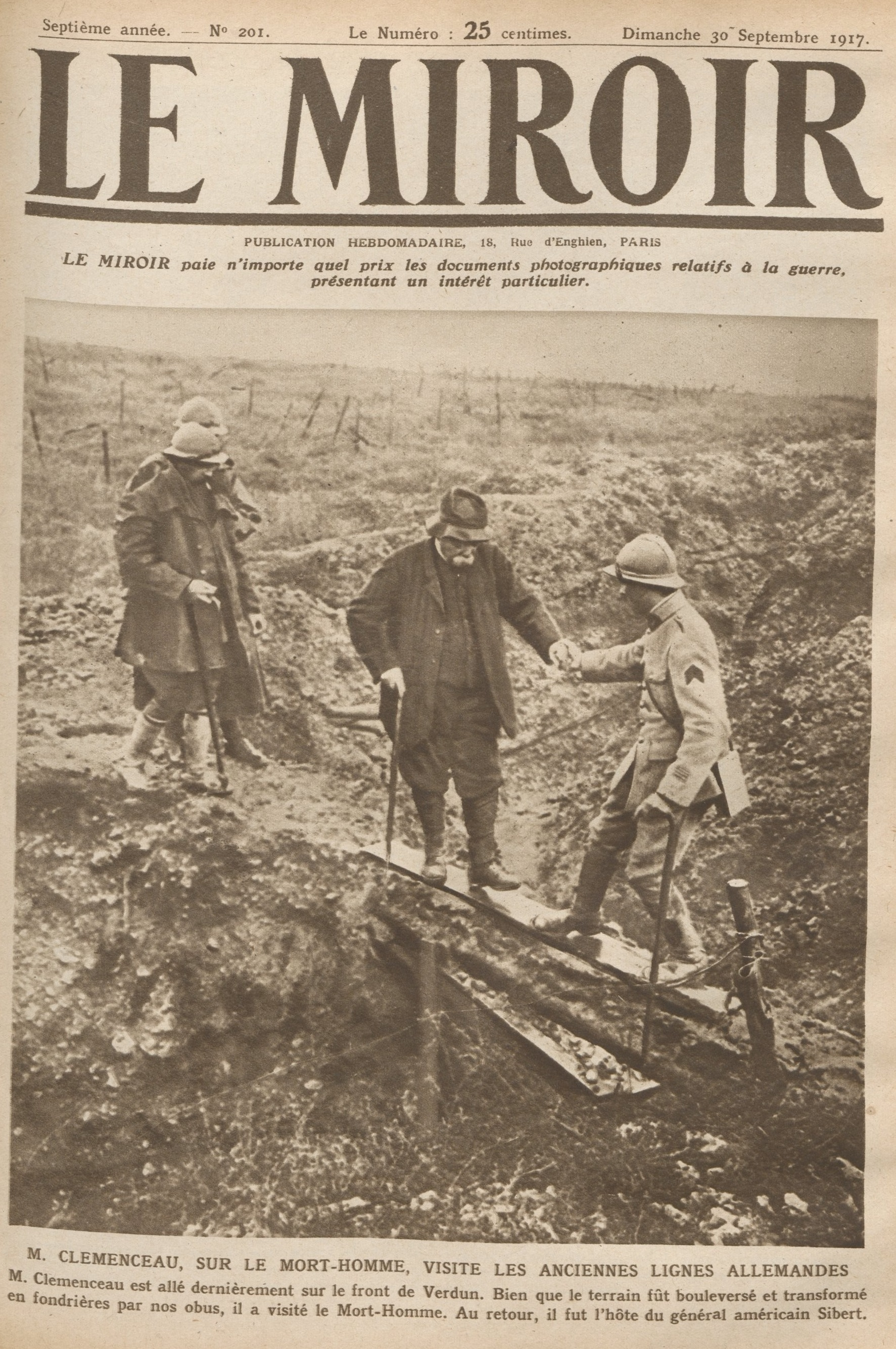
Clemenceau visite les tranchées, Le Miroir, 30 septembre 1917.

- 7 novembre : réunis à Rapallo, les Alliés décident de créer un Conseil supérieur de guerre interallié[60].
- 13 novembre : le cabinet Painlevé est renversé par la Chambre par 277 voix contre 186[14].
- 16 novembre : le radical Georges Clemenceau président du Conseil pour la deuxième fois (fin le 18 janvier 1920)[14]. Censure sur les opérations militaires, chasse aux « embusqués », visites aux tranchées[61].
- 20 novembre : Georges Clemenceau dévoile à la Chambre son programme de gouvernement ; « Ni trahison ni demi-trahison : la guerre, rien que la guerre ! ». La Chambre vote la confiance par 418 voix contre 65 et 40 abstentions[4].
- 20 novembre - 6 décembre : bataille de Cambrai[62].

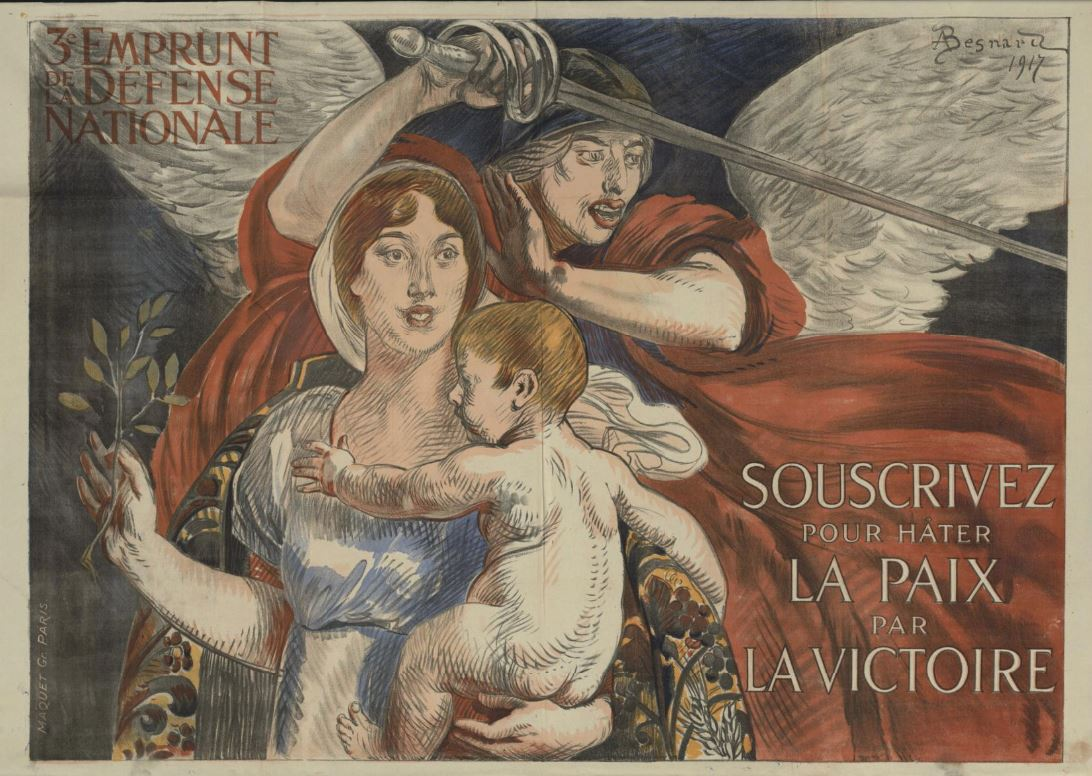
Affiche d'Albert Besnard pour le troisième emprunt de la Défense nationale.

- 26 novembre : lancement du troisième emprunt de la Défense nationale[63] souscription organisé par la loi du 26 octobre 1917[64].
- 29 novembre : conférence des Alliés à Paris[4].

### Décembre
- 12 décembre : déraillement d'un train à Saint-Michel-de-Maurienne qui fait 425 victimes officielles[65].
- 22 décembre :
  - la Chambre des députés vote la levée de l'immunité parlementaire de Joseph Caillaux, mis en cause pour ses relations avec des pacifistes pro-allemands, par 418 voix contre 2[4].
  - réquisition de la flotte marchande au service de l'effort de guerre[66].
- 31 décembre : réforme fiscale créant de nouveaux impôts devant l'accroissement abyssal du déficit, plombé par les dépenses militaires (taxe de 5 % sur les paiements par le chèque, taxe de 1 % sur le chiffre d'affaires des grands magasins et surtaxe de 10 % sur les produits de luxe)[67].

## Naissances en 1917
- Catégorie:Naissance en 1917

## Décès en 1917
- Louis Bossut
- Chocolat (clown)
- Edgar Degas
- Georges Guynemer
- Gustav Jäger
- Octave Lapize
- René Dufaure de Montmirail
- Madame Miette
- Lucien Petit-Breton
- Ferdinand von Zeppelin
- Catégorie:Décès en 1917